# Tremelloscypha gelatinosa
Tremelloscypha gelatinosa är en svampart som först beskrevs av William Alphonso Murrill, och fick sitt nu gällande namn av Oberw. & K. Wells 1982. Tremelloscypha gelatinosa ingår i släktet Tremelloscypha och familjen Sebacinaceae.   Inga underarter finns listade i Catalogue of Life.